# 맹수지
맹수지는 대한민국의 프리랜서 아나운서이다.

## 경력
- 2018년 ~ 2020년: YTN 사이언스TV
- 2020년: KBS대전방송총국 육아휴직 대체 아나운서

## 진행 프로그램

### TV
- KBS1 KBS 뉴스 9 대전 · 세종 · 충남(2020.09.07~2021.02.26,2021.08.23~2022.02.28)
- KBS1 KBS 뉴스광장 대전 · 세종 · 충남(2021.03.01~2021.08.20)

### 라디오
- KBS 대전 제2라디오 Happy FM 맹수지의 뮤직런(2020.09.07~2021.02.26,2021.08.23~2022.04.29)
- KBS 대전 음악 FM 팝브런치(2020.03.01~2021.08.20)